# Bulgariella pulla
Bulgariella pulla är en svampart som först beskrevs av Elias Fries, och fick sitt nu gällande namn av Petter Adolf Karsten 1885. Bulgariella pulla ingår i släktet Bulgariella och familjen Helotiaceae.  Arten är reproducerande i Sverige. Inga underarter finns listade i Catalogue of Life.